# Wilfred Schröder
Wilfred Schröder (27 februari 1942 - 11 november 2020) was een Belgisch politicus van CSP. 

## Levensloop
Schröder werd onderwijzer aan het Technisch Instituut van Sankt Vith. In 1983 verliet hij echter het onderwijs om verzekeringsmakelaar te worden. Daarnaast was hij ook voorzitter van voetbalclub KFC Amel, waar hij eerder actief was als linksachter en aanvoerder.
Hij werd tevens politiek actief voor de Duitstalige CSP en werd voor deze partij in 1994 verkozen tot gemeenteraadslid van Amel, een mandaat dat hij uitoefende tot in 2006. Van 1990 tot 2004 was hij ook lid van het Parlement van de Duitstalige Gemeenschap.
Hij was van 1995 tot 1999 bovendien minister van de Duitstalige Gemeenschap, bevoegd voor Onderwijs, Cultuur, Wetenschappelijk Onderzoek en Monumenten en Sites.